# Brandon Scott Jones
Brandon Scott Jones (Bel Air (Maryland), 6 juni 1984) is een Amerikaans acteur en scenarioschrijver. Hij speelde in diverse films en series, waaronder Other People, Senior Year en The Good Place.

## Filmografie

### Als acteur

#### Film
- 2016: Other People, als Andrew
- 2016: Don't Think Twice, als Chuck
- 2018: Can You Ever Forgive Me?, als Glen
- 2019: Isn't It Romantic, als Donny
- 2022: Senior Year, als Mr. T
- 2023: Renfield, als Mark

#### Televisie
- 2003: All My Children, als tiener
- 2008-2014: Stone Cold Fox, als verschillende personages
- 2009: Rhonda Casting, als Brandon
- 2009-2012: UCB Comedy Originals
- 2012: Jest Originals, als Drew / Brian
- 2013: Rejected Pitches, als Steven E. de Souza
- 2013: Late Show with David Letterman, als Brandon
- 2013: Very Mary-Kate, als Olivier Sarkozy
- 2014: Ramsey Has a Time Machine, als Paul Friedman
- 2015-2016: The Late Show with Stephen Colbert, als Reince Priebus / Kevin Graham
- 2016: The Characters, als Steve / Ben J.
- 2016: Girls, als Sam
- 2016: Broad City, als kapper
- 2016: Difficult People, als bestuurder
- 2017: Above Average Presents, als man
- 2019: Schooled, als Dr. Ness
- 2019-2020: The Good Place, als John Wheaton
- 2019-2023: The Other Two, als Curtis Paltrow
- 2021-heden: Ghosts, als kapitein Isaac Higgintoot

### Als scenarioschrijver

#### Film
- 2018: The Demons of Dorian Gunn
- 2022: Senior Year

#### Televisie
- 2012: UCB Comedy Originals, 3 afleveringen
- 2015: Honchos, 1 aflevering
- 2021: The Other Two, 1 aflevering